# 105-Майл-Пост 2
105-Майл-Пост 2 (англ. 105 Mile Post 2) — індіанська резервація в Канаді, у провінції Британська Колумбія, у межах регіонального округу Томпсон-Нікола.

## Населення
За даними перепису 2016 року, індіанська резервація нараховувала 10 осіб, показавши скорочення на 52,4%, порівняно з 2011-м роком. Середня густина населення становила 0,7 осіб/км².

## Клімат
Середня річна температура становить 7,7°C, середня максимальна – 23,4°C, а середня мінімальна – -12°C. Середня річна кількість опадів – 286 мм.
| Клімат поселення                              | Клімат поселення | Клімат поселення | Клімат поселення | Клімат поселення | Клімат поселення | Клімат поселення | Клімат поселення | Клімат поселення | Клімат поселення | Клімат поселення | Клімат поселення | Клімат поселення | Клімат поселення |
| Показник                                      | Січ.             | Лют.             | Бер.             | Квіт.            | Трав.            | Черв.            | Лип.             | Серп.            | Вер.             | Жовт.            | Лист.            | Груд.            |                  |
| Середній максимум, °C                         | 0,69             | 4,87             | 10,08            | 14,36            | 19,03            | 22,75            | 23,35            | 23,24            | 18,18            | 11,86            | 5,10             | −0,34            |                  |
| Середня температура, °C                       | −5,67            | −1,46            | 3,73             | 8,00             | 12,69            | 16,38            | 19,53            | 19,42            | 14,36            | 8,05             | 1,27             | −4,16            |                  |
| Середній мінімум, °C                          | −12,02           | −7,82            | −2,62            | 1,65             | 6,33             | 10,02            | 15,70            | 15,62            | 10,55            | 4,23             | −2,54            | −7,97            |                  |
| Норма опадів, мм                              | 17               | 12               | 11               | 16               | 31               | 38               | 35               | 29               | 24               | 23               | 26               | 24               |                  |
| Середньомісячна швидкість вітру, м/с          | 2.20             | 2.24             | 2.51             | 2.80             | 2.57             | 2.40             | 2.20             | 2.01             | 1.91             | 2.18             | 2.29             | 2.30             |                  |
| Середньомісячна сонячна радіація, кДж/м²·день | 3057             | 6024             | 10908            | 15964            | 19379            | 21021            | 21902            | 18696            | 13164            | 7351             | 3513             | 2343             |                  |
| --------------------------------------------- | ---------------- | ---------------- | ---------------- | ---------------- | ---------------- | ---------------- | ---------------- | ---------------- | ---------------- | ---------------- | ---------------- | ---------------- | ---------------- |
| Джерело:                                      |                  |                  |                  |                  |                  |                  |                  |                  |                  |                  |                  |                  |                  |